# نادي سكر إدفو
نادي سكر إدفو
هو أقدم أندية الشركات في إدفو وأكثرها تنوعا من حيث الفرق الرياضية حيث أن النادي تأسس عام 1981 وأشهر النادي برقم [134] لسنة 1981 وأصبح أقدم أندية إدفو على الإطلاق بعد دمج أندية بطليموس ورمسيس ونادي إدفو الرياضي عام 1992 ويشمل النادي عدة فرق رياضية في كرة القدم وكرة السلة وتنس الطاولة والرماية والكاراتيه.

## النشأة والتأسيس
تأسس عام 1981 وأشهر النادي برقم [134] لسنة 1981

## الموقع
يقع مقر النادي شمال غرب مركز إدفو

### الألوان والشعار

شعار نادي سكر إدفو

## الفرق الرياضية بنادي سكر إدفو

### كرة القدم
يشارك فريق كرة القدم بنادي سكر إدفو في نشاط الاتحاد المصري لكرة القدم ضمن منافسات دوري القسم الرابع

### كرة السلة
يشارك نادي سكر إدفو في نشاط الاتحاد المصري لكرة السلة بالفريق الأول وبفرق الناشئين

### الرماية
يشارك نادي سكر إدفو في نشاط اتحاد المصري للرماية